# إدي تشارلتون
إدي تشارلتون (بالإنجليزية: Eddie Charlton)‏ هو لاعب سنوكر أسترالي، ولد في 31 أكتوبر 1929 في نيوساوث ويلز في أستراليا، وتوفي في 7 نوفمبر 2004 في بالميرستون نورث في نيوزيلندا.

## وصلات خارجية
- إدي تشارلتون على موقع CueTracker.net (الإنجليزية)
- إدي تشارلتون على موقع قاعة أستراليا للمشاهير الرياضية (الإنجليزية)